# Quercus langbianensis
Quercus langbianensis és una espècie de roure que pertany a la família de les fagàcies i està dins del subgènere Cyclobalanopsis, del gènere Quercus.

## Descripció
Quercus langbianensis és un arbre perennifoli que creix als 15 metres d'altura. L'escorça és aspra, amb punts. Les branques són de color marró tomentós quan és jove, escassament peludes amb l'edat. Les fulles fan 7-14 x 2,5-4 cm, el·líptic-lanceolades a oblanceolades, coriàcies, glabres a banda i banda, el marge té nombroses petites dents obtuses senceres, ondulades i amb prop de l'àpex, àpex acuminat a caudat poc; cuneïforme base o obliqua, verds i brillants, sense pèl amunt; a sota glaucs, 7-13 parells de nervis secundaris, terciaris venes evident abaxialment; pecíol d'1,5-2 cm, sense pèl. Els pecíols de 2-3 cm, glabres, limbe de la fulla de color verd, el·líptic-lanceolades a oblanceolades, (9 -) 11-17 x 3-5 cm, coriàcies, glabres, la base cuneïforme a obliqua, marge sencer o poques vegades apical amb dues o tres dents. L'àpex és acuminat a poc caudat. La vena mitjana de la cara superior de la fulla està alçada, les venes secundàries entre 8 a 12 en cada costat del nervi central. Les venes terciàries són evidents a la cara inferior de la fulla. La infructescència de 2 cm. aproximadament. Superficialment, les cúpules són en forma de bol, de 8 mm x 2-2,5 cm aproximadament, tancats 1/2 o 2/3 de la nou. A fora i a dins de la gla tomentós vermellós i una paret de 3 mm de gruix aproximadament. Les bràctees estan formades per 5 a 7 anells, amb un marge sencer. Les glans són subgloboses d'1,7 cm aproximadament, serícees i de color marró pàl·lid. Les cicatrius d'1 cm de diàmetre aproximadament, convexes. Els seus estils són persistents de 2 mm de diàmetre aproximadament. Les glans maduren cap al setembre.

## Distribució i hàbitat
Quercus langbianensis creix al sud-est de la província xinesa de Yunnan i al Vietnam, als densos boscos perennifolis de fulla ampla a les muntanyes, entre els 1400 i 2000 m.

## Taxonomia
Quercus langbianensis va ser descrita per Hickel i A.Camus i publicat a Annales des sciences naturelles. Botanique. dixième série. 3: 382. 1921.
Etimologia
Quercus: nom genèric del llatí que designava igualment al roure i a l'alzina.
langbianensis: epítet